# Пожежин (зупинний пункт)
Поже́жин (біл. Пажэ́жын) — пасажирський залізничний зупинний пункт Берестейського відділення Білоруської залізниці на неелектрифікованій лінії Хотислав — Берестя-Центральний між станцією Малорита та зупинним пунктом Роматове. Розташований за 3,5 км на північний захід від села Дубично Малоритського району Берестейської області.

## Пасажирське сполучення
Пасажирське сполучення здійснюється регіональними поїздами економкласу за напрямком Берестя-Центральний — Хотислав.